# 夏木プロダクション
株式会社夏木プロダクション（かぶしきがいしゃなつきプロダクション）は、かつて存在した日本の芸能事務所。最初は夏木陽介の個人事務所として設立した。その後夏アクターズスタジオを開設して新人の育成に乗り出した。

## 沿革
- 1968年：俳優・夏木陽介の個人事務所として「株式会社夏」を設立。
- 1982年：夏木が、所属していた三船プロダクションを退社したことで芸能プロダクションとして本格的に業務を開始。複数の俳優を擁するようになる。
- 1988年：株式会社夏木プロダクションに社名を変更する。
- 2014年：業務終了・事実上解散となる。

## 業務終了時所属タレント
- 夏木陽介
- 村井美樹
- 小沢和義
- 寺田千穂
- 橋本啓輝
- 井上晴賀
- 沢北翔
- 加古臨王
- 守田比呂也

## 過去の所属タレント
- 賀来千香子（ワン・ステップ・ミュージックに経てテアトル・ド・ポッシュへ移籍）
- 西村和彦（古屋久義が独立に伴いラッシュアップに移籍、現在ソニー・ミュージックアーティスツに再移籍）
- 萬雅之（古屋久義が独立に伴いラッシュアップに移籍）
- 志村東吾
- 新穂えりか
- 小沢仁志
- 英玲奈（ボックスコーポレーションへ移籍）
- 立原麻衣（フレンドスリーへ移籍）
- 鈴木隆二郎（中野笑店へ移籍）
- 米川サチ
- 岡部厚子（現・神田蘭（講談師）、ラッシュアップ所属)